# گوکسو اوچتاش

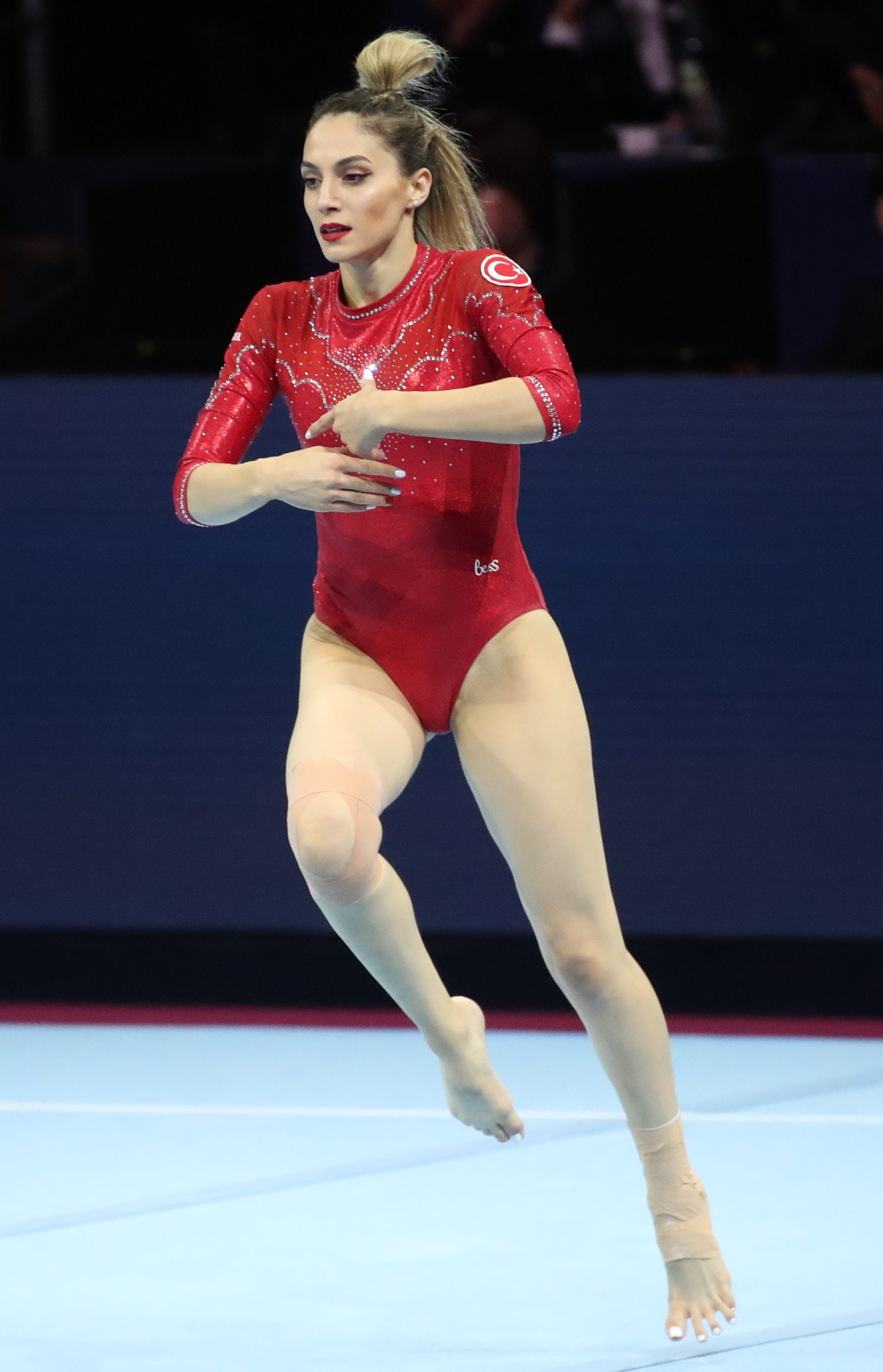
گوکسو اوچتاش در سال ۲۰۲۲

گوکسو اوچتاش (به انگلیسی: Göksu Üçtaş) ژیمناست زادهٔ ۳۰ اوت ۱۹۹۰ میلادی اهل کشور ترکیه است.